# Rally Dakar 1981

Mappa della Parigi-Dakar 1981

Il Rally Dakar 1981 è stata la 3ª edizione del Rally Dakar (partenza da Parigi, arrivo a Dakar).

## Tappe
Nelle 20 giornate del rally raid furono disputate 12 tappe ed una serie di trasferimenti, con 11 prove speciali per un totale di 6.293 km.

## Classifiche

### Moto
Hanno finito la gara 28 delle 106 moto iscritte.
| Pos. | Pilota                         | Mezzo         | N°  |
| ---- | ------------------------------ | ------------- | --- |
| 1    | Hubert Auriol                  | BMW GS 800    | 100 |
| 2    | Serge Bacou                    | YAMAHA 500 XT | 81  |
| 3    | Michel Merel                   | YAMAHA 500 XT | v83 |
| 4    | Jean-Claude Morellet "Fenouil" | BMW GS 800    | 101 |
| 5    | Gilles Francru                 | KTM 495       | 25  |
| 6    | Alain Padou                    | HONDA XLS 500 | 33  |
| 7    | Bernard Neimer                 | BMW GS 800    | 102 |
| 8    | Philippe Vassard               | HONDA XLS 500 | 88  |
| 9    | Christian Becker               | YAMAHA XT 500 | 50  |
| 10   | Christine Martin               | HONDA XLS 250 | 3   |

### Auto
Hanno finito la gara 91 delle 170 auto iscritte.
| Pos. | Equipaggio                       | Mezzo           | N°  |
| ---- | -------------------------------- | --------------- | --- |
| 1    | René Metge, Bernard Giroux       | RANGE ROVER V8  | 212 |
| 2    | Hervé Cotel, Corbetta            | BUGGY COTEL     | 121 |
| 3    | Jean-Calude Briavoine, Deliaire  | LADA NIVA       | 157 |
| 4    | Jean-Pierre Simon, Boulanger     | RANGE ROVER V8  | 226 |
| 5    | Bruno Groine, Nogrette           | MERCEDES 300 GD | 203 |
| 6    | Patrick Zaniroli, Lemoyne        | RANGE ROVER V8  | 213 |
| 7    | Jacques Delefortrie, Delefortrie | TOYOTA BJ 43    | 194 |
| 8    | Yvan Lahaye, Coquant, Gaerminck  | TOYOTA BJ       | 190 |
| 9    | Christian Barruel, Cerou         | MERCEDES 240 CD | 204 |
| 10   | Philippe Simonin, Korotkevitch   | MERCEDES 230 G  | 285 |

### Camion
Hanno finito la gara 8 dei 15 camion iscritti. Non era stilata una classifica a parte, ma gareggiavano con le auto.
| Pos. (auto) | Equipaggio                            | Mezzo            | N°  |
| ----------- | ------------------------------------- | ---------------- | --- |
| 18          | Adrien Villette, Gabrelle, Voillereau | ALM-ACMAT        | 302 |
| 34          | Jacques Briy, Salou, Peu              | FORD 4430        | 303 |
| 42          | Georges Groine, De Saulieu, Malferiol | MERCEDES 1932 AK | 305 |
| 53          | Christian Duboscq, Duboscq, Colvez    | MAN 13168        | 311 |
| 54          | Jean-Claude Blaquié, Bardet           | IVECO 190 PAC 26 | 309 |
| 55          | Jacques Seret, Blot, Delcambre        | RENAULT SM8      | 315 |
| 56          | Jean-Claude Avoyne, Landais           | LEYLAND MARATHON | 314 |
| 60          | Kurt Liechti, Kobel, Proz             | MAN 26280 DMAK   | 308 |